# スカースデイル高等学校

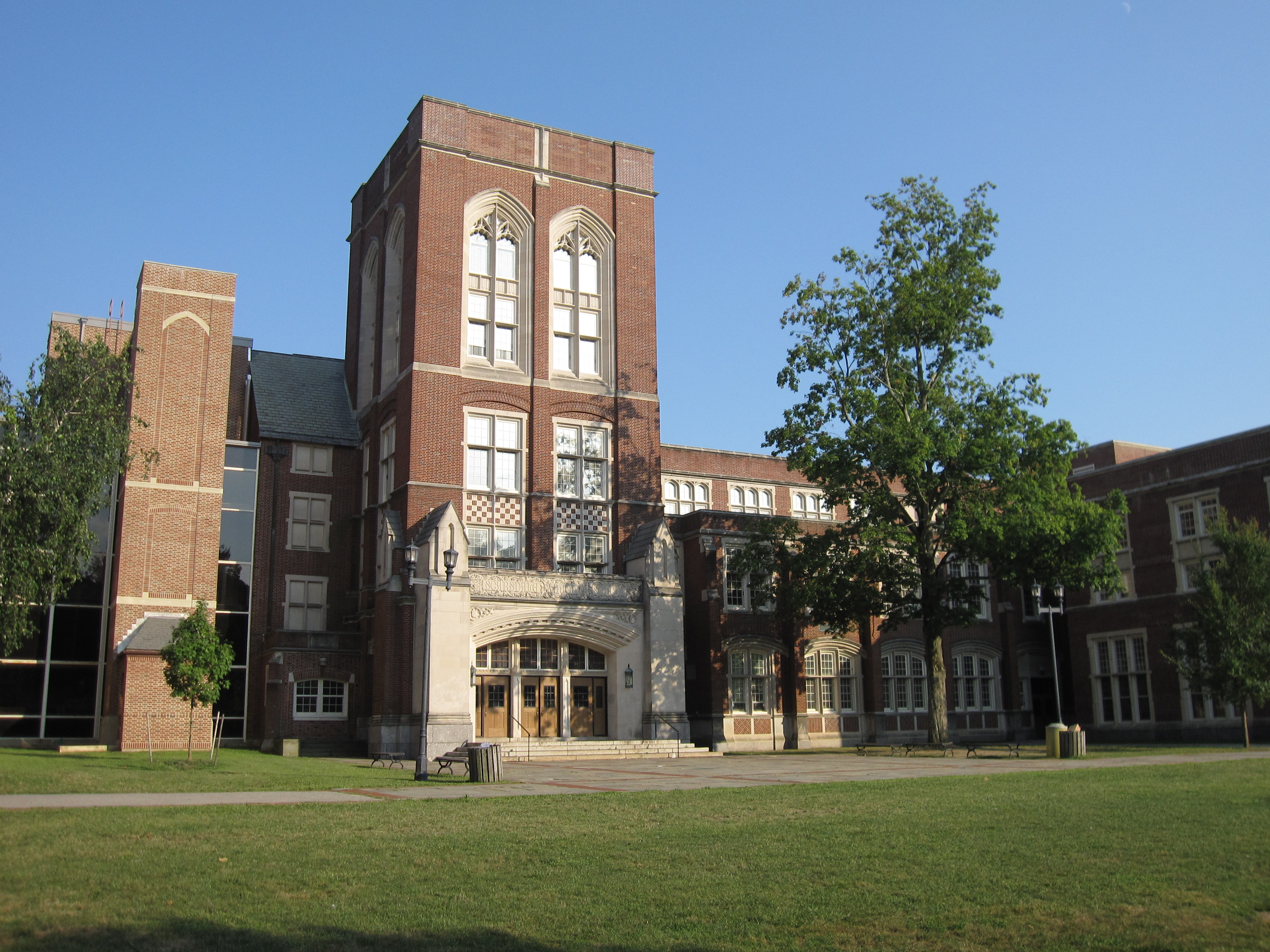
スカースデイル高等学校（ブルースター道路側から）

スカースデイル高等学校（スカースデイルこうとうがっこう、英語: Scarsdale High School）は、アメリカ合衆国ニューヨーク州ウエストチェスター郡スカースデールにある4年制の公立高校。スカースデイル公立学区に属している。
1917年創立。2017年度卒業生からは、98％が大学課程に進学し、97％が国内外の4年制大学に進学した。2024年度のクラスで24名（7％）の生徒が全米メリット奨学金セミファイナリストに選ばれ、42名（12％）の生徒が全米優秀学生奨学金プログラムを受け取った。2007年から2009年にかけて、スカースデイル高校は「高大接続」のアドバンスト・プレースメント（AP）からアドバンスト・トピックス（AT）コースに移行した。
2023-24学年度、スカースデール高校には162名の専門職員がおり、教職経験の中央値は10年であった。教員の100％が修士号、85％が修士号以上の30単位以上、7％が博士号を持っている。
学校では、アジア系22.3％、黒人0.8％、ヒスパニック系7.6％、白人63.0％、その他6.2％である。

## 人種構成

### 日本人
1986年頃、スカースデール高校に在籍するアジア系生徒は全体のわずか5％であった。1991年になると、多くの日本人生徒がスカースデール高校に入学した。父親が日本企業の仕事でスカースデールに赴任し、学校の質の高さに惹かれたからである。この年には、生徒の20％近くがアジア系で、そのほとんどが日本人の家系で、中国系や韓国系の生徒も数人いた。学校は日本人生徒の適応を助けるため、第二言語としての英語（ESL）プログラムを設けた。
当初、日本人学生は多くのアメリカ人学生から敵意を向けられ、日本人学生の中には、アメリカナイズされすぎている、あるいはアメリカ人と付き合いすぎていると感じるクラスメートに対して敵意を抱く者もいた。そのため、日本人生徒とアメリカ人生徒は別々に交流していた。ジュディ・フォックス校長は、校内の人種的緊張を解消しようと多文化運営委員会を結成した。

## カリキュラム
2007年、同校はアドバンスト・プレースメントのカリキュラムの使用を中止し、代わりに「アドバンスト・トピックス」のカリキュラムを使用し始めた[9][10]。同校は、AP試験を設計・実施するカレッジボードにシラバスを送り続けた。2008年、『ニューヨーク・タイムズ』紙のウィニー・フー記者は、「この学校の生徒と教師のほとんどは、暗記の山をより洗練された創造的なカリキュラムに置き換えたことを称賛している」と書いた。カレッジ・ボードのトレバー・パッカー副会長は、新しいカリキュラムは旧カリキュラムと「非常に外観上の」違いがあると主張した。

## スポーツ
- 男子サッカー州王者（2022年、2023年）
- 女子テニス州王者（2021年、2022年、2023年）
- 女子ゴルフ州王者（2019年、2024年）

## 卒業生
スカースデイル高等学校の卒業生には、上の英語リンク先の人々がいる。

## 参照項目
- ニューヨーク市の日本人